# Abacetus afer
Abacetus afer là một loài bọ chân chạy thuộc phân họ Pterostichinae. Loài này được Tschitscherine mô tả lần đầu năm 1899 và được tìm thấy ở Burkina Faso và Cộng hòa Dân chủ Congo.